# Togaviridae
Togaviridae es una familia de virus que infectan vertebrados e incluye el siguiente género:
- Género Alphavirus; especies típicas: Sindbis virus, virus de la artritis epidémica chinkunguña Virus de la encefalitis equina oriental, Virus de la encefalitis equina occidental, Virus de la encefalitis equina venezolana, Virus del Río Ross, Virus O'nyong'nyong.

## Características
Togaviridae pertenece al grupo IV de la clasificación Baltimore de virus. El genoma es de ARN lineal de cadena simple, única, con rotación (polaridad) positiva. Consta 10.000 a 12.000 nucleótidos (10-12 Kb) de largo, completando del 5-8% del peso de la partícula. La terminación o extremo 5' es un nucleótido metilado y el tercer término (extremo 3') tiene una cola poliadenilada de unos 70 nucleótidos, que recuerda a un ARN mensajero.
Los lípidos reflejan la composición de la membrana celular del hospedador: un 60% fosfolípidos, 30% grasas neutras y un 8% glucolípidos. Las proteínas son componentes altamente específicos: la proteína estructural nucleocapside C, glucoproteínas de la envoltura (E1 y E2) con especificidades para el grupo y tipo del virus. Los carbohidratos dependen de la enzima glucotransferasa del hospedador.
El virus está encapsulado y forma partículas esféricas de 65 a 70 nm de diámetro. La cápside vírica es icosaedrica, construida mediante 240 monómeros, con un número de triangulación equivalente a 4. Los receptores de enlace son desconocidos, y aunque el tropismo es variado se sabe que la glicoproteína actúa como proteína de enlace. Luego del enlace y entrada del virus a la célula, la expresión y replicación genética se da en el citoplasma. 
Los togaviridos son estables a 70 °C, inactivados por el éter y solventes apolares y desoxicolato sódico de 1:1000.

## Inmunología
El grupo presenta reactividad cruzada por razón de la proteína C y de la envoltura , E1 y E2. Ciertos tipos pueden entrecruzar reactividad por las proteínas E1 y E2 y los subtipos presentan reactividad cruzada por hemaglutininas. Las hemaglutininas son las espículas superficiales del virus, con especificidad para los glóbulos rojos de pollo recién nacido, gansos y patos adultos. La actividad máxima de las hemaglutininas ocurre a un pH de 6,4 y a 37°C y puede ser inhibida por lípidos celulares. 
Los anticuerpos aparecen después de 7 días de iniciada la enfermedad y persisten por varios años y en algunos casos por toda la vida, confiriendo inmunidad a reinfecciones virales. Son fijadores del complemento con una rápida elevación de la concentración en el suero sanguíneo. No son detactables después de 12 a 14 meses.